# سرخس فيتارياني
سرخس فيتاريانية (الاسم العلمي: Polypodium vittarioides) هو نوع نباتي يتبع جنس السرخس من فصيلة السرخسية.